# Episodi di Adventure Time (quinta stagione)
La quinta stagione di Adventure Time ha cominciato ad essere trasmessa negli Stati Uniti il 12 novembre 2012. In Italia i primi 14 episodi sono stati trasmessi a partire dal 30 settembre 2013 su Cartoon Network e sono seguiti, dal marzo 2014, gli episodi rimanenti.
| Nº  | Nº | Titolo originale                   | Titolo italiano                 | Prima TV          | Prima TV italiana |
| --- | -- | ---------------------------------- | ------------------------------- | ----------------- | ----------------- |
| 105 | 1  | Finn the Human                     | Il desiderio di Finn            | 12 novembre 2012  | 30 settembre 2013 |
| 106 | 2  | Jake the Dog                       | Il desiderio di Jake            | 12 novembre 2012  | 30 settembre 2013 |
| 107 | 3  | Five More Short Graybles           | Altre cinque favolette          | 19 novembre 2012  | 1º ottobre 2013   |
| 108 | 4  | Up a Tree                          | La regola dell'albero           | 26 novembre 2012  | 1º ottobre 2013   |
| 109 | 5  | All the Little People              | Il mondo dei piccolini          | 3 dicembre 2012   | 2 ottobre 2013    |
| 110 | 6  | Jake the Dad                       | Per un pugno di cuccioli        | 7 gennaio 2013    | 3 ottobre 2013    |
| 111 | 7  | Davey                              | Doppia personalità              | 14 gennaio 2013   | 3 ottobre 2013    |
| 112 | 8  | Mystery Dungeon                    | La prigione misteriosa          | 21 gennaio 2013   | 4 ottobre 2013    |
| 113 | 9  | All Your Fault                     | Finale al limone                | 28 gennaio 2013   | 4 ottobre 2013    |
| 114 | 10 | Little Dude                        | Spiritello cattivello           | 4 febbraio 2013   | 7 ottobre 2013    |
| 115 | 11 | Bad Little Boy                     | Il sogno segreto di Re Ghiaccio | 18 febbraio 2013  | 2 ottobre 2013    |
| 116 | 12 | Vault of Bones                     | La fiamma pilota                | 25 febbraio 2013  | 7 ottobre 2013    |
| 117 | 13 | The Great Bird Man                 | L'incredibile uomo uccello      | 4 marzo 2013      | 8 ottobre 2013    |
| 118 | 14 | Simon & Marcy                      | Le radici del bene              | 25 marzo 2013     | 8 ottobre 2013    |
| 119 | 15 | A Glitch Is a Glitch               | Il virus di Re Ghiaccio         | 1 aprile 2013     | 6 marzo 2014      |
| 120 | 16 | Puhoy                              | Il portale errante              | 8 aprile 2013     | 6 marzo 2014      |
| 121 | 17 | BMO Lost                           | La strada di casa               | 15 aprile 2013    | 7 marzo 2014      |
| 122 | 18 | Princess Potluck                   | Principessa portaparty          | 22 aprile 2013    | 6 marzo 2014      |
| 123 | 19 | James Baxter the Horse             | Il suono della felicità         | 6 maggio 2013     | 7 marzo 2014      |
| 124 | 20 | Shh!                               | Il gioco del silenzio           | 13 maggio 2013    | 10 marzo 2014     |
| 125 | 21 | The Suitor                         | Lo spasimante                   | 20 maggio 2013    | 10 marzo 2014     |
| 126 | 22 | The Party's Over, Isla de Señorita | L'isola canterina               | 27 maggio 2013    | 11 marzo 2014     |
| 127 | 23 | One Last Job                       | L'ultimo lavoro                 | 10 giugno 2013    | 6 marzo 2014      |
| 128 | 24 | Another Five More Short Graybles   | La casa degli uccelli           | 17 giugno 2013    | 11 marzo 2014     |
| 129 | 25 | Candy Streets                      | Sulle strade di Dolcelandia     | 24 giugno 2013    | 12 marzo 2014     |
| 130 | 26 | Wizards Only, Fools                | Il magico della scienza         | 1º luglio 2013    | 12 marzo 2014     |
| 131 | 27 | Jake Suit                          | Chi la dura la vince            | 15 luglio 2013    | 30 settembre 2014 |
| 132 | 28 | Be More                            | Il segreto del BMOtore          | 22 luglio 2013    | 30 settembre 2014 |
| 133 | 29 | Sky Witch                          | Un doloroso equivoco            | 29 luglio 2013    | 30 settembre 2014 |
| 134 | 30 | Frost & Fire                       | Duello senza fine               | 5 agosto 2013     | 30 settembre 2014 |
| 135 | 31 | Too Old                            | I due Limoncelli                | 12 agosto 2013    | 3 ottobre 2014    |
| 136 | 32 | Earth & Water                      | Ritorno nel Regno di Fuoco      | 2 settembre 2013  | 6 ottobre 2014    |
| 137 | 33 | Time Sandwich                      | Il tempo di un panino           | 9 settembre 2013  | 3 ottobre 2014    |
| 138 | 34 | The Vault                          | Ipnoterapia                     | 16 settembre 2013 | 6 ottobre 2014    |
| 139 | 35 | Love Games                         | Marito per finta                | 23 settembre 2013 | 7 ottobre 2014    |
| 140 | 36 | Dungeon Train                      | Treno prigione                  | 30 settembre 2013 | 8 ottobre 2014    |
| 141 | 37 | Box Prince                         | Il Principe Scatola             | 7 ottobre 2013    | 7 ottobre 2014    |
| 142 | 38 | Red Starved                        | E alla fine arriva Gommarosa    | 14 ottobre 2013   | 8 ottobre 2014    |
| 143 | 39 | We Fixed a Truck                   | Attacco lucertola               | 21 ottobre 2013   | 9 ottobre 2014    |
| 144 | 40 | Play Date                          | Giochiamo insieme               | 4 novembre 2013   | 10 ottobre 2014   |
| 145 | 41 | The Pit                            | La fossa                        | 18 novembre 2013  | 10 ottobre 2014   |
| 146 | 42 | James                              | James                           | 25 novembre 2013  | 13 ottobre 2014   |
| 147 | 43 | Root Beer Guy                      | Il testimone                    | 2 dicembre 2013   | 13 ottobre 2014   |
| 148 | 44 | Apple Wedding                      | I perplessi sposi               | 13 gennaio 2014   | 9 ottobre 2014    |
| 149 | 45 | Blade of Grass                     | Il mago erboso                  | 20 gennaio 2014   | 15 ottobre 2014   |
| 150 | 46 | Rattleballs                        | Robogommo                       | 27 gennaio 2014   | 15 ottobre 2014   |
| 151 | 47 | The Red Throne                     | Il trono rosso                  | 10 febbraio 2014  | 16 ottobre 2014   |
| 152 | 48 | Betty                              | La forza dell'amore             | 24 febbraio 2014  | 16 ottobre 2014   |
| 153 | 49 | Bad Timing                         | La sfera fasica                 | 3 marzo 2014      | 17 ottobre 2014   |
| 154 | 50 | Lemonhope                          | Speranzello                     | 10 marzo 2014     | 14 ottobre 2014   |
| 155 | 51 | Lemonhope                          | Speranzello                     | 10 marzo 2014     | 14 ottobre 2014   |
| 156 | 52 | Billy's Bucket List                | Rivelazione                     | 17 marzo 2014     | 17 ottobre 2014   |

## Il desiderio di Finn
Finn e Jake inseguono il Lich attraverso un portale dimensionale dove incontrano Prismo, che dice loro che il Lich ha desiderato la distruzione di tutta la vita. Questo porta Finn a desiderare che il Lich "non sia mai mai esistito". Di conseguenza il ragazzo viene catapultato in una realtà alternativa priva di magia, con Jake che è un semplice cane, ha come amico un asino e vive con i genitori. Per aiutare la famiglia povera, Finn si avventura in una caverna alla ricerca di tesori, dove ritrova il cadavere scheletrico di Simon Petrikov con indosso la corona, schiacciato da una bomba mutagena inesplosa e congelata.
A dare spiegazioni è un'anziana Marceline (ma Finn, avendo i ricordi cambiati, non la riconosce), che in questa realtà è umana dato che i vampiri non esistono. Racconta che quando la bomba mutagena che avrebbe dato vita al Lich fu mandata a schiantarsi sulla Terra, Simon usò i suoi poteri per congelarla, col prezzo di finirne schiacciato; la corona, affranta per la morte del suo possessore, congelò tutta la Terra per 400 anni.
Finn tuttavia non la ascolta e ruba la corona, cercando di rivenderla al mercato. Quando però una gang dà fuoco alla casa dei genitori con loro all'interno, Finn, per salvarli, indossa la corona e ne scatena i poteri di gelo e ghiaccio, senza ascoltare le avvertenze di Marceline riguardo alla corruzione mentale che la corona esercita su chi la indossa.

## Il desiderio di Jake
In seguito al precedente episodio, Finn guadagna poteri dalla corona del Re Ghiaccio ma impazzisce, come era successo a Simon/Re Ghiaccio, e oltre alla casa inizia a congelare tutto ciò che gli sta intorno. A causa di questo, la bomba mutagena esplode, uccidendo Marceline e facendo venire Jake in contatto con il liquido mutante, rendendolo quindi il Lich di quella realtà.
Il vero Jake era rimasto nella stanza di Prismo, divertendosi con lui e il Gufo Cosmico, ma quando scopre che Finn è in pericolo, decide di realizzare anche lui un desiderio. 
Su suggerimento di Prismo, Jake usa il suo desiderio per alterare la richiesta originale del Lich, in modo che quest'ultimo desideri che Finn e Jake tornino a casa, facendogli cosi sprecare il solo desiderio che Prismo gli ha dato e intrappolandolo nella sua dimensione, mentre Finn e Jake tornano ad Ooo.

## Altre cinque favolette
Brevi racconti riguardanti i pollici di Finn e Jake, la ricerca di un negozio di musica da parte di Marceline e la nuova sposa di Re Ghiaccio.

## La regola dell'albero
I due protagonisti organizzano una sfida con un frisbee che però finisce sulla chioma di un albero, sul quale Finn dovrà arrampicarsi sconfiggendo gli animali che lo popolano.
Arrampicandosi il ragazzo incontra uno scoiattolo che lo costringe a mangiare una mela magica, rendendolo molto più piccolo. Quando lo scoiattolo si allontana, l'avventuriero non si perde d'animo e continua la sua scalata dell'albero per recuperare il frisbee. Giunto in cima alla chioma si accorge che lo scoiattolo fa parte di una compagnia di altri animali arborei quali un picchio, un castoro, altri scoiattoli e un gufo (il loro capo).
È stato proprio il gufo ad ordinare allo scoiattolo di dare la mela magica a Finn, per cercare di bloccarlo.
La comunità dell'albero segue apparentemente una sola e rigida regola:
Qualsiasi cosa o animale che salga sull'albero diventa permanentemente parte o abitante di esso.
Il frisbee è quindi accatastato insieme ad altri oggetti in un angolo e Finn viene messo nel carcere presente all'interno del tronco. La guardia che ha il compito di vegliare sui prigionieri è 
lo scoiattolo, che confessa al prigioniero di non sentirsi a suo agio bloccato per sempre nella pianta. Spesso immagina infatti di essere uno scoiattolo volante in grado di viaggiare ovunque e ammette che gli piacerebbe molto andarsene con qualcuno via da quella vita in prigionia. Finn lo convince quindi a scappare, e, recuperando il frisbee rosso, i due riescono a fuggire.

## Il mondo dei piccolini
Finn e Jake trovano una borsa piena di versioni in miniatura dei loro conoscenti creati dall'Omino Magico. Finn gioca con loro ma inizia anche a giocare con le loro relazioni. Più tardi, i due scoprono che le piccole persone provengono in realtà da una realtà alternativa e tutto ciò che avevano fatto loro era reale. Tuttavia non sono in grado di comunicare con loro e le versioni alternative danno la colpa di tutto al piccolo Finn invece che a quello vero.

## Per un pugno di cuccioli
Dopo che Lady Iridella ha dato alla luce cinque cuccioli, Jake, desideroso di essere un buon padre, diventa un genitore iperprotettivo. Alla fine, si rende conto che i cuccioli non sono completamente indifesi e che dovrebbe smetterla di accudirli.

## Doppia personalità
Finn, stanco della sua vita da eroe famoso e dei fan che lo disturbano continuamente, decide di travestirsi come un individuo normale e si da il nome di Davey. Ben presto Davey diventa la nuova identità dell'avventuriero, il quale ora desidera solo vivere una vita tranquilla e semplice. Jake decide di intervenire e, per risvegliare lo spirito guerriero dell'amico, si traveste da ladro e minaccia Finn/Davey; Davey però chiama solamente le Guardie Banana e il cane viene arrestato. Finn allora riprende definitivamente i suoi panni da eroe per aiutare Jake, finito in prigione.

## La prigione misteriosa
Un gruppo improbabile costituito da Re Ghiaccio, Cingolino, Melaverde, Shelby e Limoncello si risveglia in una prigione misteriosa, senza che essi si ricordino come ci sono finiti, quindi i personaggi devono lavorare insieme per fuggire dalle varie stanze del dungeon. Alla fine tutto si rivela un piano organizzato da Re Ghiaccio (che aveva scelto i personaggi con le abilità giuste per superare le prove) per raggiungere il centro del labirinto, dove risiede Dante Vita Magus, un mago che può dare vita a qualsiasi oggetto inanimato. Re Ghiaccio desiderava far diventare reale la sua fan-fiction su Fionna e Cake, ma la magia di Dante anima semplicemente il libro che contiene la storia, che diventa una creatura stupida e si mette a fare le puzzette.

## Finale al limone
Alla Principessa Gommarosa arriva un messaggio dei Conti Limoncello, che hanno bisogno di cibo e stanno morendo di fame, quindi Bonnie manda Finn e Jake a consegnare loro degli speciali semi da coltivare. I due arrivano al Castello Limoncello e scoprono che i Conti hanno usato tutto il cibo per creare dei sudditi-limone (grazie a una formula che Gommarosa ha accidentalmente lasciato nel castello quando ha creato Limoncello ll), che però stanno morendo di fame insieme ai loro padroni. I Conti poi decidono di invadere Dolcelandia per poter mangiare tutto il regno perciò Lemonjohn, un gigante-limone che trasporta il Castello e ha gli organi interni in varie stanze di esso, si alza e si dirige verso Dolcelandia. Finn e Jake, ancora all'interno del palazzo, trovano il cuore di Lemonjohn e colpendolo lo attivano. Il gigante diventa immediatamente più intelligente e altruista e decide di trasformare il suo enorme corpo in milioni di caramelle-limone per sfamare gli abitanti del Castello Limoncello. Infine Gommarosa cancella dal cervello dei Conti la formula per dare vita ai dolciumi.

## Spiritello cattivello
Il cappello di Finn prende vita dopo aver toccato Dante Vita Magus. L'esserino però è malvagio e può possedere chiunque cingendogli la testa, perciò toccherà al mago e a Finn e Jake farlo tornare normale.

## Il sogno segreto di Re Ghiaccio
Re Ghiaccio ha catturato le principesse Gelatina, Lampone, Tartaruga e Colazione e sta raccontando loro una storia su Fiona e Cake. Alle principesse la storia non sta piacendo, quando all'improvviso compare Marceline, che si offre di raccontare un episodio inventato di lei. I protagonisti della vicenda sono Fiona e Marshall Lee (controparte della vampira) che vanno a una festa e arrivano allo scontro, che però risolvono in maniera amichevole. Infine Re Ghiaccio caccia Marceline e le Principesse dal suo castello.

## La fiamma pilota
La Principessa Fiamma è turbata dalle parole di suo padre, che vuole farla diventare malvagia, perciò Finn la invita a esplorare insieme una segreta, per schiarirsi le idee. All'interno del dungeon Fiamma si annoia, perché Finn vuole fare a modo suo (ovvero senza bruciare nessuno per poter prendere i loro oggetti e perdendo molto tempo), quindi l'avventuriero decide di lasciare a lei il comando delle operazioni. La principessa inizia a dar fuoco a tutto e a distruggere i nemici, quando un gigantesco scheletro cattura Finn. Fiamma non lo incendia per non far del male al suo ragazzo, ma invece utilizza le tecniche di Finn, minacciando e intimidendo il mostro finché non lascia andare l'avventuriero. Infine i due riescono finalmente ad aprire il forziere trovato nella segreta, ma ci trovano dentro solamente un essere somigliante a un sedere che fa l'occhiolino.

## L'incredibile uomo uccello
Finn e Jake ricevono da Gommarosa l'incarico di rintracciare e catturare il misterioso Uomo Uccello. Giunti nel deserto e disidratati, i due eroi vengono soccorsi dallo stesso Uomo Uccello, che si rivela essere l'ex Re dei Goblin esiliato, Xergiok, che ora è diventato cieco (anche se i suoi occhi penzolano dalla sua barba) e vive con un branco di giganteschi volatili. Quando Finn e Jake vedono come tratta gli uccelli, nutrendoli e accudendoli e mettendo il loro bene prima del suo, capiscono che è cambiato e gli rivelano la posizione dei suoi occhi. Ma quando Xergiok riacquista la vista, torna a essere malvagio e tenta di riconquistare il regno dei Goblin assieme al suo esercito di uccelli. Il re viene però abbandonato da i suoi amici volatili e, di nuovo ravveduto, decide di cavarsi un'altra volta gli occhi e di vagare solitario per Ooo.

## Le radici del bene
Mentre stanno facendo una partita a basket, Marceline inizia a raccontare a Finn, Jake e Re Ghiaccio una storia di quando era piccola. 996 anni prima, Marceline/Marcy trascorreva la vita con Simon (ovvero Re Ghiaccio quando era ancora umano per metà) cercando ogni giorno cibo e riparo. Un giorno Simon e Marcy si addentrarono in una città abbandonata dove incontrarono delle orribili creature simili a zombi, che iniziarono a dare la caccia ai due. Essendo in pericolo, Simon usò la corona (che indossava solo quando doveva proteggere Marcy) e riuscì a congelare gli zombi. La storia finisce con i due che si abbracciano mentre Simon inizia a chiamare Marcy "Gunter".

## Il virus di Re Ghiaccio
Re Ghiaccio, per conquistare Gommarosa, che aveva detto che sarebbe uscita con lui solo se fosse l'ultimo uomo rimasto sulla Terra, crea un virus che inizia a far scomparire tutte le cose e le persone di Ooo e continuerà fino a che Re e Principessa non saranno gli ultimi due esseri viventi rimasti. Fortunatamente Finn e Jake riescono a introdursi all'interno del virus e a sconfiggerlo, riportando ogni cosa alla normalità.

## Il portale errante
Finn, mentre sta costruendo un fortino di cuscini con Jake e BMO ed è triste perché pensa che la sua relazione con Fiamma sia finita (solo perché lei non ha riso a una sua battuta), attraversa un portale che lo conduce in un mondo dove tutte le cose, anche le persone, sono fatte di cuscini. L'eroe salva un villaggio da un drago-cuscino e conosce il capo Piumino e sua figlia Rosalana. Dopo aver chiesto informazioni e aver scoperto che il portale errante compare solamente una volta dopo molto tempo, Finn decide vivere la sua vita nel mondo-cuscino insieme a Rosalana, diventata sua moglie, e ai loro due figli Jay e Bonnie. La sua scelta è confermata dalla visita al saggio Rashita, che gli fornisce solo risposte ambigue. Finn dunque dopo molti anni muore di vecchiaia nel mondo-cuscino, nel suo letto e circondato dai suoi cari. Al momento del decesso Finn emerge dal fortino di cuscini nel mondo reale di nuovo adolescente e riceve una chiamata da Fiamma, che dice di aver capito solo dopo la battuta e che era divertente, quindi è rassicurato. Alle domande di Jake, mostra di non ricordare il sogno e la sua vita nel mondo-cuscino.

## La strada di casa
BMO viene rapito da un uccello e si ritrova perso nella foresta lontano da casa ma, anche grazie all'aiuto di una simpatica bolla, riuscirà a tornare da Finn e Jake.

## Principessa portaparty
Questo episodio mostra cosa hanno fatto Finn e Jake mentre BMO giocava al detective nell'episodio 17 della quarta stagione, "L'investigatore BMO".
Gommarosa organizza un party ai confini del Regno di Ghiaccio, a cui partecipano Finn, Jake e le altre principesse. Re Ghiaccio, dato che non è stato chiamato, tenterà in tutti i modi di rovinarlo, fallendo, allora decide di rovinarlo lui personalmente, causando una forte grandine ma venendo atterrato da Finn. Alla fine si scopre che il Re in realtà era stato invitato, ma non aveva letto la posta, quindi può festeggiare insieme ai suoi amici; inoltre Finn vince la lotteria della festa e il suo premio è un Lardo di Mare, animale notoriamente disgustoso.

## Il suono della felicità
Una farfalla rompe l'uovo di BMO, che è molto triste, ma a tirarlo su di morale arriva James Baxter, un cavallo che restando in equilibrio su un pallone gonfiabile e dicendo continuamente "James Baxter", riesce sempre a far ridere le persone. Finn e Jake vogliono imitarlo e, dopo qualche tentativo fallito, capiscono di dover inventare un proprio motivetto divertente. Dopo aver creato un tormentone facendo dei versi, i due vanno all'Istituto del Suono per registrarlo e montarlo. Il nuovo metodo funziona ma, quando provano a rallegrare i partecipanti a un funerale, disturbano il morto, che arrabbiato per essere stato svegliato inizia ad attaccare gli avventurieri. Finn e Jake stanno per essere sconfitti quando arriva James Baxter a salvare un'altra volta la situazione, calmando e divertendo il fantasma che lascia andare i due eroi.

## Il gioco del silenzio
Finn e Jake si svegliano una mattina e decidono che per tutto il giorno non parleranno e comunicheranno solamente con frasi scritte su cartelli. BMO al vederli è spaventato perché pensa che degli impostori abbiano rubato i corpi dei suoi coinquilini, perciò chiama le sue amiche in bikini per aiutarlo. Attaccati da queste ultime, Finn e Jake sono costretti a parlare per rassicurare il loro amico, che viene tranquillizzato. L'episodio si conclude con gli avventurieri, le ragazze e BMO che si mettono a ballare al suono della canzone preferita del robot.

## Lo spasimante
Braco, un Dolcibotto adolescente, diventa lo spasimante di Gommarosa, che è chiusa nel suo laboratorio da settimane, ma dopo molti tentativi non riesce a conquistarla. Non volendo ferire i suoi sentimenti per il suo compito da capo di Dolcelandia, Gommarosa crea un suo sosia robot per Braco, che è diventato deforme dopo aver chiesto un aiuto magico a Maggiormenta, che se la porta via con sé, tuttavia Gommarosa sembra triste nell'aver perso Braco.

## L'isola canterina
Re Ghiaccio, rifiutato per l'ennesima volta da Gommarosa, se ne va per mare, ma naufraga a causa di una tempesta. Portato dalle onde su un'isola, fa amicizia con una ragazza (il cui corpo è costituito dalla stessa isola), fidanzata con il lupo Dio delle Feste.

## L'ultimo lavoro
Jake riceve una videocassetta dove un criminale mostra di aver rapito Jake Jr. Per riavere sua figlia, il cane dovrà rimettere insieme la sua vecchia banda (composta da Gareth alias "il Rubacuori", i fratelli Lattuga Volante e Tiffany) per rubare il Frammento del Fornaio, la scheggia di zucchero più pura che sia mai esistita, custodita all'interno del blindatissimo Caveau Caramella a Dolcelandia. Jake completa con successo il raid, ma viene rivelato che Jake Jr. ha organizzato l'intera cosa per impressionare suo padre.

## La casa degli uccelli
Cuber, mentre prova a costruire una casetta per uccelli, ci mostra altre cinque favolette: Finn e Jake vogliono costruire una macchina del tempo per intrattenere Jake Jr.; Cannello gira per Dolcelandia alla ricerca di un lume per la notte; Re Ghiaccio guarda una serie tv con i suoi pinguini; i due Limoncelli giocano con un pupazzetto; una volpe di campagna ha un incontro con il suo subconscio.

## Sulle strade di Dolcelandia
PSB arriva disperata al castello di Dolcelandia, sostenendo di essere stata derubata da un tizio di nome "Pete Sas-qualcosa", prima di svenire dopo aver ricevuto una dose di calmante da Gommarosa. La principessa incarica quindi Finn e Jake di indagare sul caso. I due avventurieri trovano addosso a PSB la chiave di una stanza d'hotel, perciò decidono di recarsi all'albergo e di esplorarla. Al suo interno trovano una macchia di sangue, quindi deducono che il ladro si sia ferito durante il crimine e decidono di chiedere informazioni all'emporio davanti all'hotel. La commessa sostiene di aver ricevuto un cliente sospetto, che perdeva sangue dal naso e doveva prendere un treno. Arrivati in stazione, dopo aver risolto un diverbio con altri poliziotti, riescono a salire sul treno corrispondente e ad arrestare il presunto ladro, Pete Sassofrasso. Quest'ultimo, portato in cella, sostiene di non aver fatto niente e a confermare la sua versione arriva BMO, che dopo aver analizzato il sangue ha scoperto che è solo salsa di pomodoro. Finn capisce di aver frainteso le parole di PSB, che non aveva detto "Pete Sas" ma "Pizza", perciò insieme a Jake si reca alla Pizzeria Sassy, in cerca del ragazzo delle consegne. Il pizzaiolo sostiene che il ragazzo (Petey) sia fuori a lavorare, ma i due avventurieri pensano che sia fuori per eliminare PSB, cosicché non testimoni il suo crimine. Dopo aver chiamato Gommarosa e aver appreso che PSB è tornata in albergo, vanno nella sua stanza per fermare Petey. Giunti nella camera però scoprono che la principessa si era inventata tutto, il ragazzo delle consegne non aveva commesso nessun crimine e aveva solamente "rubato" il suo cuore.

## Il magico della scienza
Finn, Jake e Gommarosa si recano nella Città dei Maghi per trovare un incantesimo che curi il raffreddore di Baffo. Tuttavia, Gommarosa continua a insistere con tutti che la magia è solo un modo stravagante per spiegare la scienza. I tre, insieme ad Abracadaniel, vengono infine arrestati per aver impersonato maghi, ma riescono a evadere di prigione con l'aiuto di un incantesimo che produce letteralmente freddo.

## Chi la dura la vince
Stanco di subire danni quando Finn lo indossa come Jake-tuta, il cane decide di provare lui a "indossare" il ragazzo, per dimostrargli che ci si fa davvero male quando ti usano come armatura ma nonostante i dispetti di Jake, Finn non si arrende.

## Il segreto del BMOtore
BMO si autocancella per sbaglio i driver di sistema, quindi Finn e Jake devono portarlo a riparare nella Fabbrica MO nelle Lande Desolate, luogo di nascita di tutte le unità MO. Arrivati a destinazione scoprono che alcuni robot sono ancora in funzione ma la fabbrica è in disuso, inoltre l'accesso è consentito solo ai MO perciò Finn e Jake si travestono da FMO e JMO. Purtroppo però le guardie li scoprono ma, dopo un breve scontro, BMO e gli avventurieri incontrano il creatore della fabbrica e dei MO, Mosef Mastro Giovanni, un vecchietto di età indefinita ma ancora pratico con i robot. Mosef sostiene che BMO sia speciale, perché è stato costruito appositamente per capire e provare emozioni e per far compagnia a una famiglia. Dopo averlo riparato, l'anziano inventore mostra a BMO tutta la sua famiglia di MO (c'è un tipo di MO per ogni lettera dell'alfabeto, esempio: AMO, CMO...) che salutano tutti il piccolo robot, il quale può tornare a casa con Finn e Jake.

## Un doloroso equivoco
Gommarosa e Marceline si recano alla casa di Maja la strega per recuperare Hambo, l'orsacchiotto di peluche della vampira.

## Duello senza fine
Finn, per completare la visione di un sogno premonitore, causa ripetuti scontri tra Fiamma e Re Ghiaccio, anche se i due non vogliono combattere. Dopo l'ennesima violenta battaglia (nella quale il regno di Ghiaccio viene distrutto), la principessa scopre che è stato l'avventuriero ad aver provocato la faida e, apparentemente, lascia Finn.

## I due Limoncelli
Finn e Gommarosa vengono invitati ad una cena al castello di Limoncello, dove vedono che i due Limoncelli sono molto diversi ora: l'originale è obeso, mentre suo fratello non ha più le gambe, sostituite da un piccolo disco volante, e parte della faccia. Oltre i cambiamenti fisici dei due Limoncelli, l'originale, che è diventato molto più cattivo, ha fatto indossare a tutti i suoi sudditi, per costringerli a obbedirgli, dei collari elettroshock con cui lui può farli prendere una scossa con un telecomando. Durante la visita, Gommarosa incontra un bambino limone di nome Speranzello che decide, grazie alle sue capacità musicali con l'arpa, di iscriverlo ad una scuola per bambini prodigiosi a Dolcelandia, ma i Limoncelli glielo impediscono. Finn e Gommarosa fanno uno scherzetto a Limoncello Grasso finendo così rinchiusi con Speranzello ma riescono a scappare, attuando un piano dove Limoncello II gli fa uscire per farli "unire alle danze". Arrabbiato, Limoncello Grasso divora suo fratello e tenta di fermare la fuga del trio che però riesce a scappare grazie all'aiuto dei sudditi del castello, che sperano che un giorno Speranzello possa tornare a salvarli.

## Ritorno nel Regno di Fuoco
Fiamma è ancora triste e turbata per la rottura con Finn, per questo motivo acconsente a fare dei test per Gommarosa, al fine di comprendere meglio se stessa e la sua struttura molecolare. Durante i test però Cannello la libera, sostenendo che Gommarosa sia cattiva e rivelandole che è stata lei a convincere suo padre a rinchiuderla da piccola. Perciò Fiamma ritorna al Regno di Fuoco, spodesta suo padre e diventa il nuovo sovrano, con Cannello come sua guardia personale. Perdona Finn, ma i due rimangono solo amici.

## Il tempo di un panino
Jake viene ispirato dal Regno della Creazione e crea il sandwich perfetto. Al momento di mangiarlo però il panino viene rubato dall'Omino Magico, perciò per riaverlo il cane dovrà risolvere un indovinello.

## Ipnoterapia
Finn, grazie a un programma di BMO, rivive le esperienze di una ragazza di nome Shoko, una delle vite passate dell'avventuriero. In un passato lontano, Shoko doveva rubare un amuleto a Gommarosa (quindi si scopre che la principessa non è una diciannovenne, ma è vecchia di moltissimi anni) per conto di una gang rivale. Dopo aver guadagnato la sua fiducia ed essere diventata sua amica, Shoko decide comunque di provare a compiere il furto, ma dopo aver preso l'amuleto viene scoperta e durante la fuga finisce in un fiume radioattivo. Data per morta da Gommarosa, la ragazza deformata riesce comunque a uscire dall'acqua e trascinarsi fuori da Dolcelandia, fino al luogo dove molti anni dopo sorgerà la casa-albero di Finn e Jake, dove probabilmente muore. Nel presente Finn chiama Gommarosa e con lei trova sotto le assi del pavimento lo scheletro di Shoko, così l'avventuriero può restituire l'amuleto alla principessa e liberarsi dagli incubi che aveva sul fantasma di Shoko.

## Marito per finta
La principessa Gelatina chiede aiuto a Finn e Jake per fermare la sua sorella malvagia e suo marito Guglielmo, dato che se la principessa Gelatina non si sposa il regno passerá alla sorella, la quale con Guglielmo progetta piani per conquistare il mondo intero. Finn allora, per fare in modo che la principessa non perda il suo trono, finge di essere suo marito. Tutto sembra andare per il meglio, ma la sorella malvagia e suo marito sfidano Finn e Gelatina al " gioco dell'amore" che consiste in tre prove d'amore, la coppia vincitrice si aggiudicherà il trono. La prima prova consiste nel cantare una canzone, che vince Finn, cantando una canzone in cui pensa alla principessa Fiamma. La seconda prova consiste nel farsi le coccole, ma stavolta il ragazzo e la principessa non vincono. Ormai le due coppie sono pari e l'ultima prova è baciare la propria compagna. Nella sua stanza Finn riflette e poi decide di andare a costringere Guglielmo ad andarsene con la forza.
Dopo un inseguimento i tre (Jake, rimpicciolito, era rimasto tutto il tempo sulla spalla di Finn) arrivano dalla coppia malvagia e qui Finn dà un pugno a Guglielmo che si rivela una gelatina normale, costruito dalla sorella malvagia per rubare il trono alla sorella (così si spiega anche perché era sempre la sorella malvagia a parlare al posto suo, mentendo dicendo che aveva un'irritazione alla gola).
La sorella cattiva, avendo visto fallire il suo piano, se ne va e Gelatina resta principessa del suo regno.

## Treno prigione
Finn e Jake decidono di esplorare un treno in cui in ogni binario ci sono dei mostri che i due avventurieri combattono per divertirsi. L'avventuriero vorrebbe rimanere sul treno per sempre ma alla fine il suo fedele cane riesce a convincerlo a tornare a casa.

## Il Principe Scatola
Finn deve aiutare il principe scatola (un gatto con sopra una scatola) a riconquistare il suo regno da un usurpatore, convincendo il principe a battersi con lui. Nel frattempo, BMO e Jake cercano di estrarre un pezzo di tortilla chip che si è incastrato tra due denti di Jake.

## E alla fine arriva Gommarosa
Finn, Jake e Marceline si trovano in una città sotterranea di sabbia, al fine di recuperare il Cucchiaio della Prosperità per conto di Gommarosa. Sfortunatamente Jake causa una frana tentando di liberarsi dalle sabbie mobili, così i tre rimangono intrappolati nel sottosuolo senza cibo. Marceline deve mangiare in fretta qualcosa di rosso, altrimenti si trasformerà in un mostro assetato di sangue, perciò Finn va alla ricerca di cibo per lei, mentre Jake resta a sorvegliarla. Proprio quando la vampira sta per perdere il controllo, il ragazzo torna con un grande rubino, che si rivela però essere uno smeraldo, confuso da Finn a causa del fatto che soffre di daltonismo. Marceline sta per divorare gli avventurieri, quando in soccorso dei tre giunge Gommarosa, che grazie a un enorme verme di sabbia porta i suoi amici in salvo.

## Attacco lucertola
Finn, Jake e BMO, con l'aiuto dell'Uomo Banana, riparano un piccolo camion trovato nella foresta e con esso si dirigono verso Dolcelandia. Giunti in città scoprono che Gommarosa è stata sostituita da una Lucertola Replicante, perciò aiuteranno la principessa a riconquistare il suo ruolo.

## Giochiamo insieme
Finn e Jake, annoiati da Re Ghiaccio che vive ancora a casa loro (dopo gli eventi dell'episodio "Duello senza fine") e li disturba continuamente, chiamano Abracadaniel per tenerlo occupato. I due maghi però evocano per sbaglio Kee Oth, il demone a cui Joshua aveva rubato il sangue, ora contenuto nella spada di famiglia. Kee Oth costringe gli avventurieri a restituirgli il sangue, rompendo la spada, poi non contento rapisce Jake a causa della sua somiglianza con suo padre Joshua.

## La fossa
Questo episodio comincia esattamente dove si era interrotto il precedente.
Il demone Kee Oth, dopo aver rapito Jake credendo che si tratti di suo padre Joshua, lo conduce nella sua caverna in una dimensione parallela, gli succhia il sangue e lo getta in una fossa, per farlo soffrire come ha sofferto lui. Mentre nel mondo reale Finn e Iridella guardano alcune vecchie cassette di Joshua per scoprire come arrivare nella dimensione di Kee Oth, nella caverna il demone costringe Jake a combattere nella fossa contro Samantha, una cagna guerriera. Finn riesce alla fine a giungere nel mondo parallelo e sconfigge Kee Oth grazie a una spada di succo congelato benedetta dal verme Shelby, che è anche un prete. Gli avventurieri e Iridella tornano nel mondo reale e portano in salvo anche Samantha, che essendo in debito decide di smettere di combattere con Jake e infine se ne va.

## James
Finn, Jake e Gommarosa, in compagnia di un Dolcibotto pan di spagna di nome James, si trovano nel deserto a bordo di un insetto meccanico. Al fine di raccogliere dei campioni di terra, scendono in una fossa molto profonda, ma qui svegliano delle antiche creature di acido radioattivo, perciò si rifugiano all'interno del loro veicolo. I quattro provano a ripartire ma gli zombie mettono fuori uso i motori e quindi rimangono intrappolati all'interno dell'insetto, circondati da nemici e con poco tempo a disposizione. Dopo aver tentato senza successo di riparare la radio e usare dei razzi di segnalazione (per colpa di James), gli avventurieri si rendono conto che l'unico modo per uscire da questa situazione è che uno di loro distragga gli zombie per permettere agli altri di scappare. Finn è disposto a sacrificarsi, ma all'improvviso Gommarosa con una chiave inglese mette fuori gioco lui e Jake e convince James a fare da scudo umano. La principessa e gli avventurieri riescono quindi a uscire dalla fossa mentre il Dolcibotto viene attaccato dalle creature e apparentemente ucciso. Tornati a Dolcelandia, Finn e Jake chiedono spiegazioni a Gommarosa per la sua scelta, così lei spiega che James era sacrificabile perché essendo un Dolcibotto può essere clonato, mentre gli avventurieri no. Infine, durante una cerimonia d'onore, la principessa presenta a tutti il nuovo clone di James e gli consegna una medaglia al valore, per le azioni compiute dal James originale. Viene mostrato però che quest'ultimo è sopravvissuto, ma è stato trasformato in uno zombie radioattivo e si sta dirigendo verso Dolcelandia insieme alle altre creature d'acido.

## Il testimone
Bibifrizzi, un impiegato di call-center schivo e amante dei romanzi gialli, una sera è testimone del rapimento di Gommarosa da parte di Finn e Jake. Prova a dirlo a sua moglie e alle guardie, ma nessuno gli crede. Bibifrizzi dopo un po' riesce a mettere le mani sulla cassetta che mostra il rapimento, ma quando sta per andare a consegnarla alle autorità Finn e Jake, chiamati da sua moglie preoccupata, si presentano a casa sua e gli prendono la videocassetta. A questo punto Bibifrizzi decide di indagare da solo, così segue gli indizi fino al Lago Caramella, un grande specchio d'acqua fuori Dolcelandia. Qui riesce a cogliere sul fatto Finn e Jake e a farli arrestare dalle Guardie Banana, ma il rapimento si rivela un piano orchestrato dalla stessa Gommarosa, per testare l'intelligenza dei suoi detective. Quindi Bibifrizzi, che ha risolto il caso prima delle guardie, come premio diventa capo della polizia.

## I perplessi sposi
È il giorno del matrimonio tra Melaverde e Signor Maiale. Gommarosa ha organizzato la cerimonia e vorrebbe celebrare le nozze, ma l'elefantina preferisce che a fare da prete sia il Re di Ooo, un omino di cera truffatore con nessun titolo ufficiale ma riconosciuto da molti (anche da Melaverde) come legittimo sovrano. La principessa però non la prende bene e fa gettare tutti i partecipanti alla cerimonia in prigione. In cella Melaverde e Signor Maiale decidono di celebrare comunque il matrimonio (anche senza il Re di Ooo, che se la da a gambe), così i due diventano marito e moglie e Gommarosa, che ha visto tutto grazie alle telecamere ed è rimasta commossa, fa uscire tutti di prigione.

## Il mago erboso
A Finn serve una nuova spada (dato che quella di famiglia si è rotta nell'episodio "Giochiamo insieme"), perciò va al mercato e compra una strana Spada d'Erba da un misterioso Mago Erboso. La spada però é maledetta e perciò rimarrà attaccata a Finn per sempre. Nonostante le iniziali difficoltà, l'avventuriero accetta la maledizione e impara a controllare la Spada d'Erba, che si rivela comunque molto potente.

## Robogommo
Finn, mentre gironzola nella discarica di Dolcelandia, incontra Robogommo, un anziano ed espertissimo robot guerriero, al quale l'avventuriero chiede di insegnargli le sue tecniche di combattimento. Dopo essersi allenati, Robogommo rivela a Finn la sua storia: egli faceva parte di un Corpo di Polizia Speciale di Dolcelandia, istituito dalla principessa per proteggere i cittadini dai criminali. A un certo punto però Gommarosa si rese conto che i robot erano troppo violenti, perciò decise di distruggerli tutti; del Corpo di Polizia, solo Robogommo si salvò. Quest'ultimo prega Finn di non rivelare la sua posizione a Gommarosa, ma l'avventuriero non può infrangere il suo voto nei confronti della principessa e così la porta da Robogommo. Bonnie comunque si accorge che il robot è cambiato è ha superato la violenza grazie a lunghi anni di meditazione. Perciò finge solamente di distruggerlo, poi segretamente lo nomina Sir Robogommo e gli concede di proteggere Dolcelandia rimanendo nell'ombra.

## Il trono rosso
Re Fiamma, grazie al suo amico Don John, si libera dalla cella dove sua figlia lo aveva rinchiuso e riprende il controllo del Regno di Fuoco. Per riconquistare il trono, Fiamma e la sua guardia del corpo Cannello decidono di chiedere aiuto a Finn. Finn spera di riaccendere la sua relazione con Fiamma. Alla fine, i tre riescono a sedare la rivolta, e Cannello professa il suo amore per Fiamma, con grande infelicità di Finn.

## La forza dell'amore
Re Ghiaccio è nella Città dei Maghi, in una sala segreta, intento a spiare un gruppo di maghi che stanno liberando una creatura di nome Bella Noche, perché essa ha promesso loro il segreto di un enorme potere. Bella Noche tuttavia fa il doppio gioco e nell'emergere emette una sorta di onda blu che rimuove la magia dei maghi presenti, compreso Re Ghiaccio che riassume le sue sembianze umane di Simon Petrikov. Ritornato sano di mente, fugge dalla Città dei Maghi per raggiungere il Regno di Ghiaccio (che si sta lentamente sciogliendo a causa dell'assenza di magia nella corona) e, ritornato nelle sue vecchie vesti, chiama Marceline perché gli deve portare il pupazzo Hambo, il quale è fondamentale per l'attivazione di un portale temporale. Marceline, insieme a Finn e Jake, raggiunge Simon che può finalmente contattare la sua fidanzata Betty, per chiederle scusa per il comportamento che aveva assunto con la corona. Betty allora salta nel portale un attimo prima che si chiuda per stare con Simon. L'uomo però è vicino alla morte perché era la magia della corona a tenerlo in vita. Per salvare il fidanzato, Betty si reca alla città dei maghi, dove Bella Noche ha assorbito la maggior parte della magia e ha un enorme rivestimento oscuro. La ragazza entra coraggiosamente nel "rivestimento" e mette fuori combattimento Bella Noche con soli due colpi, approfittando dell'effetto sorpresa. La magia torna a tutti i maghi, e Simon si ritrasforma in Re Ghiaccio, dimenticando quello che è successo quando era umano. Più tardi Re Ghiaccio rapisce la Principessa Forzuta ma questa si libera e lo prende a pugni, mentre Betty osserva tristemente dalla finestra per poi andarsene, intenzionata a trovare una cura per Simon.

## La sfera fasica
Gommarosa crea una sfera fasica in grado di sintetizzare le molecole e riportarle in uno stato precedente, una sorta di macchina del tempo. Nel frattempo PSB incontra Johnny, un suo vecchio compagno di scuola, ora diventato uomo d'affari e venuto a Dolcelandia proprio per un incontro d'affari con Bonnie. I due si avvicinano molto, finché arriva il giorno della riunione fra Johnny e Gommarosa. PSB è gelosa e dopo aver mandato all'aria l'incontro, cerca di rimediare usando la sfera fasica per rimandare Johnny a prima del meeting, in modo da non rovinarlo. Purtroppo però sbaglia a usare la sfera, mandando il ragazzo alla deriva dello spazio-tempo. PSB, disperata, chiede infine a Gommarosa di rimandarla a prima che incontrasse Johnny, così da non soffrire per la sua scomparsa.

## Speranzello
Questo episodio è composto da due parti di 10 minuti ciascuna.

### Speranzello parte 1
Gommarosa, dopo aver portato via Speranzello dal Castello Limoncello, cerca di istruirlo e di convincerlo che, un giorno, salvare i suoi fratelli dalla tirannia del Conte Limoncello sarà una sua responsabilità. Il piccolo limone però aspira alla libertà e perciò scappa nei boschi. Giunto ai confini di una distesa di sabbia, si imbarca su una nave (che naviga per il deserto) e passa la notte nella cambusa. Al mattino scopre che la nave è mezza affondata nella sabbia e tutti gli occupanti sono spariti. Speranzello vive per un po' nelle rovine dell'imbarcazione, fino a che non termina il cibo. Inizia quindi a vagare per il deserto ma, dopo aver camminato tanto, sviene per la stanchezza e per la sete.

### Speranzello parte 2
Dopo essere svenuto, Speranzello viene salvato da uno strano uomo rosa anziano e decide di seguirlo come apprendista nelle sue avventure. Qualche tempo dopo, in seguito ad alcuni incubi su Limoncello, chiede consiglio al suo mentore e finalmente decide di tornare al castello per salvare i suoi fratelli limoni. Giunto al palazzo riesce a sconfiggere Limoncello Grasso grazie alla sua arpa e all'aiuto di Limoncello ll, che era ancora vivo nello stomaco del fratello, e degli altri sudditi, perciò i limoni sono finalmente liberi. Dopo lo scontro, Gommarosa ricostruisce il Conte con i resti degli ultimi due (la musica dell'arpa era talmente fastidiosa per Limoncello che l'ha fatto esplodere, uccidendo anche suo fratello) e chiede a Speranzello di restare al castello per sorvegliarlo e aiutare i suoi fratelli. Il piccolo limone però rifiuta e decide di vagare per Ooo in libertà. Infine viene mostrato che 1000 anni dopo, Speranzello è invecchiato ma ancora vivo ed è tornato al Castello Limoncello.

## Rivelazione
Finn decide di completare la lista delle "cose da fare prima di morire" di Billy e per farlo chiede aiuto a Canyon, l'ex fidanzata dell'eroe defunto. Una volta completata la lista, Finn ha una visione di Billy, che gli rivela che il suo vero padre umano è vivo e si trova in un posto chiamato "la Cittadella".